# Kelvin Burt
Kelvin Burt (ur. 7 września 1967 w Birmingham) – brytyjski kierowca wyścigowy.

## Kariera
Na początku swojej kariery startował w Formule Ford i Vauxhall Lotus, w których radził sobie przyzwoicie.
Pierwszą jednak poważną serią wyścigową Burta była Brytyjska Formuła 3, w której zadebiutował w 1992 roku. Tytuł zdobył w drugim roku startów, z zespołem Paul Stewart Racing, wygrywając po drodze dziewięć wyścigów. Obiecujące rezultaty przykuły uwagę Eddiego Jordana, który bacznie przyglądał się młodemu Brytyjczykowi i nawet chciał ściągnąć Kelvina do swojego zespołu. Ostatecznie jednak spekulacje te zakończyły się fiaskiem.
Dwa lata później, kiedy wygrał prestiżowe Grand Prix Makau, w 1996 roku został zakontraktowany przez ekipę Ligier, w roli kierowcy testowego. Miało to tylko pomóc w dostaniu się do stawki kierowców F1. Jak się później okazało, francuska stajnia z powodu bankructwa musiała wycofać się ze sportu.
To sprawiło, że Brytyjczyk całkowicie stracił kontakt z królową motorsportu. Od tamtej pory startował głównie w seriach samochodów sportowych FIA GT i innych. Poza tym odbył kilka sezonów w Porsche SuperCup i BTCC.